# オーウェン・ワインダル
オーウェン・ワインダル（Owen Wijndal、1999年11月28日 - ）は、オランダ・ザーンダム出身のサッカー選手。エールディヴィジ・アヤックス・アムステルダム所属。オランダ代表。ポジションはDF。

## クラブ経歴
10歳のとき、AZの下部組織に加入し、同クラブで育成された。2017年2月4日、エールディヴィジ第21節PSV戦でトップチームデビュー。
2022年7月12日、アヤックスへ完全移籍。移籍金は1000万ユーロ（約14億1000万円）で、5年契約を結んだ。
2023年9月5日、アントワープへのレンタル移籍が発表された。

## 代表経歴
2017年には、U-17オランダ代表としてUEFA U-17欧州選手権2016に参加した。大会では準決勝まで勝ち上がり、そこでポルトガルに敗れて大会を後にした。
2020年10月7日、メキシコ代表との親善試合でオランダ代表デビューを果たした。A代表出場2試合目となったスペイン戦では、ドニー・ファン・デ・ベークへのアシストを記録し、1-1でのドローに持ち込んだ。

## 人物
プロデビューから2022年までワインダルの代理人を務めていたのはミノ・ライオラであった。